# Nokia 6101

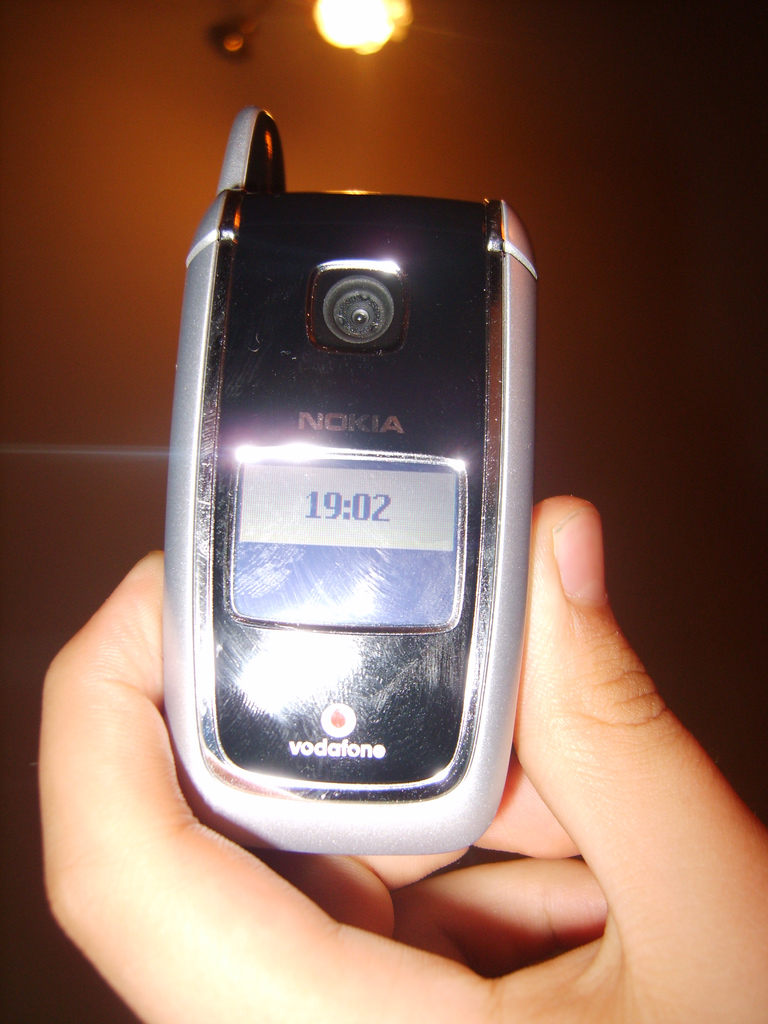
Внешний вид Nokia 6101

Nokia 6101 — трёхдиапазонный (GSM 900/1800/1900) сотовый телефон фирмы Nokia, выполненный в раскладном форм-факторе. Выпущен в июне 2005 года, в настоящий момент снят с производства.

## Особенности
Телефон оснащён камерой в 0,3 мегапикселя, с возможностью съёмки 3GP-видео. Имеет два цветных TFT-дисплея — внешний (96x80 пикс., 4 096 цв.), и внутренний (128x160 пикс., 65 536 цв.). Программное обеспечение аппарата включает в себя E-mail-клиент, MP3-плеер, FM-радио и HTML-браузер; ПО также можно обновлять при помощи пакета Nokia PC Suite. Имеется ИК-порт и Push-to-talk. Внутренняя память — 4 Мб. Поддерживает передачу данных по протоколу GPRS. Сбоку у аппарата имеется специальная кнопка, выполняющая функции съёмки (в режиме «камеры») и функцию включения «Push-to-talk» (в обычном режиме).

## Модификации

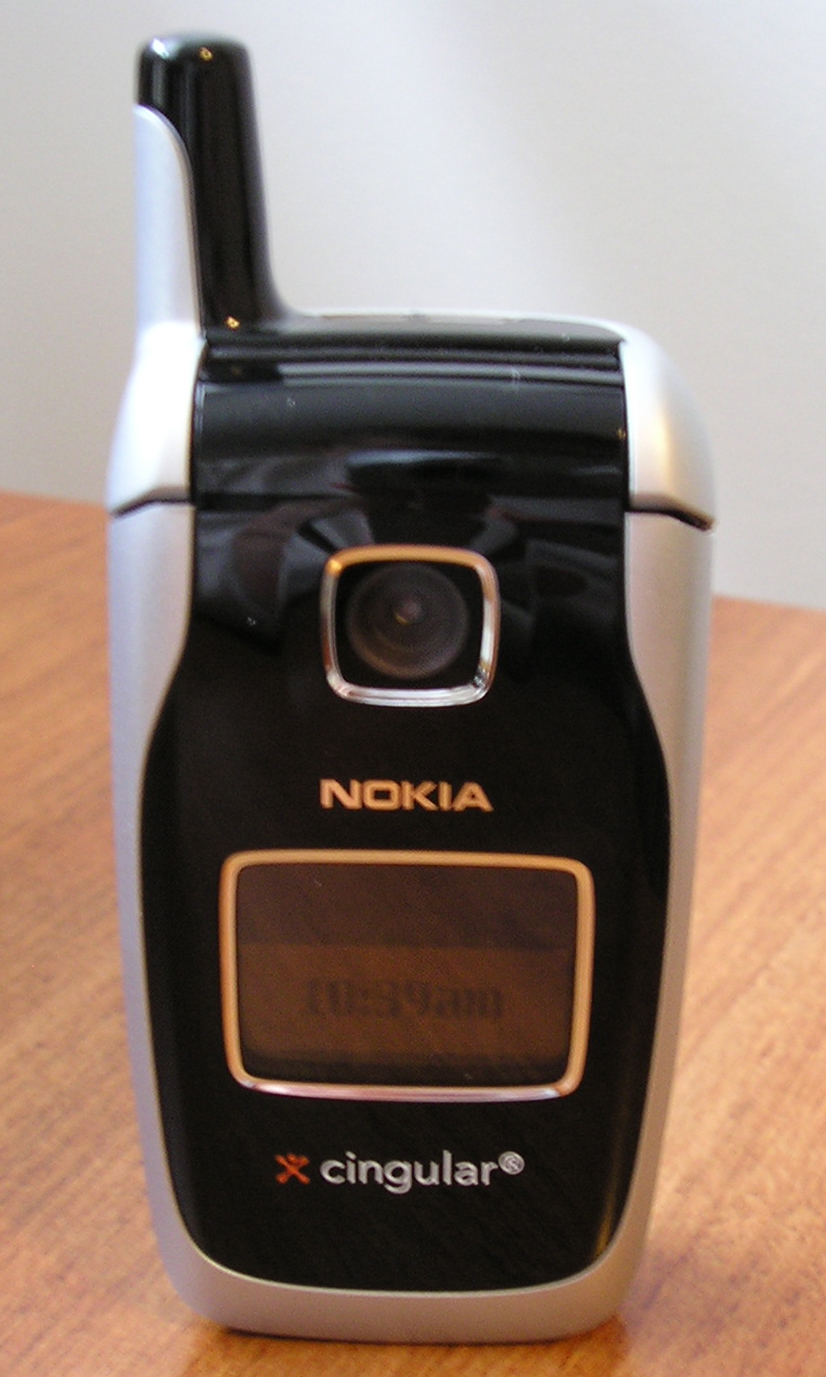
Помимо заметных отличий в дизайне, модель 6102i отличается от «предшественницы» другими функциональными возможностями

Линия телефонов 6101 получила прозвище «Ediphix» у сотрудников компании.
- Nokia 6102 — североамериканская версия аппарата, несколько отличающаяся дизайном.
- Nokia 6102i — отличается от 6102 наличием Bluetooth и увеличенным объёмом памяти.
- Nokia 6103 — отличается от модели 6101 слегка изменённым дизайном (в том числе более прочным корпусом), а также наличием Bluetooth.

## Известные проблемы
Главной проблемой Nokia 6101 является непрочность корпуса. Телефон быстро царапается, а после длительного срока эксплуатации он начинает буквально «крошиться». Падение на твёрдую поверхность (например, кафель, бетон) может обернуться для модели серьёзными повреждениями.
Другой известной проблемой является постепенное снижение качества звучания после длительной эксплуатации прибора. Отсутствие функции Bluetooth и ограниченные поставки совместимых с телефоном USB-кабелей значительно усложняют его синхронизацию с компьютером.